# Northlandz
Northlandz er en modeljernbaneudstilling i Flemington i den amerikanske delstat New Jersey.
Udstilingen blev bygget i 1970'erne af Bruce Williams Zaccagnino, der stadig står for driften. Det primære anlæg er på ca. 800 m² og er placeret i en 5000 m² stor hal. Det havde længe ry for at være verdens største modeljernbane, indtil det juli 2005 blev overgået af Miniatur Wunderland i Hamburg, der da udvidede til 900 m², og som med senere udvidelser i 2007 og 2011 kom op på 1.300 m². Efterfølgende er Loxx i Berlin desuden i 2013 blevet udvidet til 900 m², så Northlanz nu er på trediepladsen men dog stadig med en betragtelig størrelse.
Det primære anlæg er bygget i skala H0 (størrelsesforhold 1:87). Det domineres af op til 13 m lange broer, hvoraf flere over hinanden spænder over dybe kløfter. De mere and 100 tog trækkes udelukkende med diesellokomotiver og kører på en samlet strækning på næsten 13 km. De til tider surrealistisk virkende bygninger og konstruktioner virker til gengæld ofte mere indtryksfulde end egentligt realistiske.
Udover det store anlæg er der to mindre i skala 0 (1:45) og skala 2m (1:22,5). Desuden er der gallerier og vitriner med andre ting relateret til jernbaner samt en lille smalsporsbane. Endelig kan man mønstre en samling på over 200 dukker fra hele verdenen, et dukkehus med 94 rum og et orgel med 2.000 piber.